# Минц, Алексей Александрович
Алексей Александрович Минц (9 декабря 1929, Ленинград — 19 февраля 1973, Прага) — советский экономико-географ, специалист в области экономической оценки природных ресурсов, основатель географии ресурсоведения.
Сын академика А. Л. Минца.

## Биография
В 1952 г. окончил кафедру экономической географии СССР географического факультета Московского государственного университета.
Погиб в катастрофе Ту-154 близ Праги.

## Научная деятельность
Алексей Минц особое внимание уделял разработке теории экономической географии и методики экономико-географических исследований для решения актуальных проблем взаимодействия общества и природы, территориальной организации народного хозяйства, а также конкретные исследования по региональной географии, географии населения — как городского, так и сельского.
Особое место в научном творчестве А. А Минца занял Центральный экономический район, став своего рода «полигоном», на котором в первую очередь проверялись новые научные идеи. Он активно участвовал в выпуске многотомной фундаментальной серии «Природные условия и естественные ресурсы ССР», в каждом из томов которой содержатся разделы, посвящённые оценке и комплексному использованию естественных ресурсов. Эта работа способствовала углублённому изучению территориальных аспектов рационального использования природных условий и естественных ресурсов, которые привлекали А. А. Минца с самой ранней поры становления его как учёного. Одновременно она показывала, что нужен обобщающий труд для раскрытия основных понятий начавшегося формироваться научного направления — географического ресурсоведения. Эту задачу А. А. Минцу удалось выполнить, и его по праву можно считать основателем географического ресурсоведения.
В центре исследований А. А Минца находились, прежде всего, научно-методические проблемы экономической оценки естественных ресурсов, которые становятся всё более актуальными по мере перехода народного хозяйства страны на интенсивный путь развития. Анализ этих проблем способствовал более полному раскрытию сущности географических процессов, происходящих на стыке «природа—экономика», и познанию механизма их действия. Содержание экономической оценки естественных ресурсов А. А. Минц видел в учёте влияния закономерных территориальных различий в природных свойствах этих ресурсов на производительность общественного труда.

## Основные труды
- «Подмосковье» (1961)
- «Центральный район» (1963)
- «Географические вопросы хозяйственного использования природных ресурсов» (1968)
- «Республики Закавказья. Экономико-географический очерк» (1969)
- «Естественные ресурсы как фактор формирования территориально-производственных комплексов» (1970)
- «Роль природных ресурсов в региональном экономическом развитии Советского Союза» (1971)
- «Экономическая оценка естественных ресурсов» (1972)